# 田壽
田寿（?—?），戰國時期齐国人物。
前368年（周显王元年、魏惠王二年、赵成侯七年、田齐桓公七年），齐桓公派田寿率军伐魏国，围观津，观津降于田齐。